# Mausolée Mir-Sayid Bakhrom
 (décembre 2023).
Le mausolée de Mir-Sayid Bakhrom (ouzbek : Mir Said Bahrom) est un mausolée du Xe – XIe siècle situé dans la ville de Karmana, près de Navoï, en Ouzbékistan. Le mausolée de Mir-Sayid Bakhrom présente des caractéristiques similaires au mausolée des Samanides à Boukhara, au mausolée d'Arab-Ata dans la région de Samarkand, ainsi qu'au mausolée d'Oq Ostona Bobo dans la région de Sourkhan-Daria. Cette structure est considérée comme le plus petit mausolée en Ouzbékistan, bien qu'une citation spécifique soit nécessaire pour étayer cette affirmation. Le mausolée de Mir Said Bahrom a été découvert en 1942 par l'archéologue et orientaliste Antonina Pisarchik. Après cela, le mausolée a été réparé à plusieurs reprises. Il a été entièrement restauré en 1976.

## Architecture
À l'été 1947, lorsque le plâtre d'albâtre à l'intérieur du mausolée a été enlevé, les scientifiques ont eu l'occasion d'étudier en détail l'architecture du mausolée. Selon les études, le mausolée avait une forme presque carrée, les dimensions internes étaient de 4,47x4,40 m. Les murs étaient faits de petites briques cuites de 21x21x2,5 cm, avec l'aide de ganchkhok.
Le mausolée est décoré de briques cuites dans le style typique de l'architecture de l'époque samanide. La façade se compose de 3 parties avec une bordure. Sa façade et ses deux côtés sont faits de petites briques. Des versets du Coran sont écrits en écriture coufique sur la bordure de Ravak. Une clôture sculptée en forme d'arc sur le toit et des briques sur les piliers sont réalisées par paires dans le style « double ». Les murs latéraux et arrière sont sans ornements. Le dôme intérieur repose sur une arche octogonale (5 colonnes en briques) avec une base. Le sommet est fait de briques (26,5 × 26,5 × 5 cm). Le mausolée a été rénové plusieurs fois (années 1960-1970) et a perdu son apparence d'origine. Le mausolée se distingue par la clarté des proportions des parties architecturales et la compacité de ses motifs.
De chaque côté de l'entrée (mur sud) du mausolée de Mir Said Bahram, des piliers octogonaux en briques cuites mesurant 21x21x2,5 cm ont été érigés. Le motif à damier de ces briques confère aux piliers un aspect bulleux et accentue les jeux de lumière et d'ombre sur les piliers. Les piliers de cette forme sont caractéristiques de l'architecture du mausolée des Somonites. Des formes de même apparence sont présentes autour de l'arc d'entrée. Seulement, dans ce cas, la figure est beaucoup plus petite et plus mince que celle de la colonne, sa largeur est de 10,5 cm. Ces formes sont faites de briques mi-cuites. Ces ornements à damier comprennent un large arc en relief avec des méandres s'entrecroisant et des carrés reliés par des lignes.
Le mausolée de Mir-Sayid Bakhrom a perdu son apparence d'origine en raison de plusieurs rénovations. Il y avait une colline naturelle du côté ouest du mausolée. La colline est entourée par le cimetière de Mir-Sayid Bakhrom (il y a maintenant un restaurant à cet endroit). Du côté est du mausolée se trouvait la mosquée de Mir-Sayid Bakhrom (il y a maintenant une partie du parc et un terrain plat à sa place). La colline, la tombe et la mosquée ont été détruites et aplanies pendant la période soviétique. À l'extérieur du mausolée, il y a quatre grands piliers décoratifs en pierre (1 m de hauteur et une base de 50x50 cm) et un petit pilier (50 cm de hauteur, base de 25x25 cm), qui sont supposés appartenir aux piliers placés sur le porche de Mir-Sayid Bakhrom. Le mausolée a subi une restauration majeure en 1976, au cours de laquelle les bâtiments adjacents et le cimetière ont été démolis. De 1985 à 1990, un parc d'attractions pour enfants a été construit sur les côtés sud et est du mausolée de Mir-Sayid Bakhrom (à la place de la mosquée détruite). Un cinéma estival avec 140 places, une école de musique pour enfants et une école de sport pour enfants ont été construits à côté du parc et mis en service.

## Recherches archéologiques
Dans la première moitié du XXe siècle, lorsque des archéologues soviétiques ont organisé des expéditions à Karmana et ont commencé à étudier les structures historiques, la façade du mausolée de Mir-Sayid Bakhrom a été entièrement recouverte de plâtre, la rendant méconnaissable. Un côté était recouvert de porches reliés à la mosquée, et seuls les murs nord et ouest étaient visibles de l'extérieur. Pour cette raison, de nombreux chercheurs pensaient que le mausolée était un bâtiment moderne et n'y prêtaient aucune attention.
En 1934, les membres de l'expédition archéologique de Zeravchan ont mené des recherches dans le tombeau de Mir-Sayid Bakhrom, mais par erreur, ils l'ont inclus parmi les structures de la période ultérieure. Vasily Shishkin, membre de l'expédition, a dessiné dans son journal un schéma schématique du motif en relief du bâtiment.
L'archéologue Antonina Pisarczyk, spécialisée dans l'étude des monuments architecturaux de Karmana en 1942, s'est concentrée sur ce mausolée et a publié un livre avec une brève description du mausolée et plusieurs images. En 1947, le mausolée a été étudié en profondeur par des architectes et des archéologues, et les excès de plâtre à l'extérieur et à l'intérieur ont été retirés.

## Statut de patrimoine mondial
Ce site a été ajouté à la liste indicative du patrimoine mondial de l'UNESCO le 18 janvier 2008, dans la catégorie culturelle.